# اللهجات ما قبل الهلالية
اللهجات الماقبل هلالية هي مجموعة من اللهجات العربية التي كانت متحدثة في شمال أفريقيا والتي تشكل مع اللهجات الهلالية عائلة اللهجات المغاربية.

## التاريخ
ظهرت اللهجات الماقبل هلالية نتيجة لعملية التعريب التي كانت سائدة مذ الفتح الإسلامي في القرن السابع وحتى القرن الثاني عشر إبان غزو قبائل بني هلال للمنطقة حيث كانت متحدثة بشكل رئيسي في المناطق الحضارية الرئيسية (القيروان وقسنطينة وتلمسان وفاس) إضافة إلى المرافئ التي تليها (المهدية وسوسة وجيجل والقل ورشقون وهنين وجزيرة قميرة وطنجة) و المنطقة المثلثة التي بينهم.
علاوة عن ذلك طال التعريب المجتمعات اليهودية وعدد من المناطق الحضارية خارج المناطق المعربة كتونس و سلا في المغرب الأقصى.

## أصناف اللهجات
- اللهجات الحضارية (القديمة): والتي كانت لسان سكان المناطق الحضارية كالقيروان و تونس وقسنطينة وبجاية وتلمسان والجزائر وتازة وفاس والرباط وتطوان وشفشاون.
- اللهجات القروية والجبلية: هي لهجات المناطق الواقعة بين المناطق الحضارية الأصلية (القيروان وقسنطينة وتلمسان وفاس)

إضافة إلى ما يليهم من المرافئ التالية:
- لهجة الساحل التونسي
- لهجة سكان جيجل في شرق الجزائر
- لهجات ترارا في جبال ترارا في إقليم وهران غرب الجزائر
- لهجة جبلية السائدة في جبال الريف في شمال المغرب

هناك فئتان من اللهجات الماقبل الهلالية اللاتي كن يتحدثن في منطقتين مختلفتين:
- اللهجات الشرقية: متحدثة في ليبيا والساحل التونسي وقسنطينة.
- اللهجات الغربية: متحدثة في إقليم وهران والمغرب الأقصى.

إضافة إلى كل ذلك تصنف اللغة المالطية على أنها لهجة ما قبل هلالية نظرا لمشاركتها اللهجات الماقبل الهلالية في الكثير من الخصائص. كانت في القديم تتحدث اللهجات الماقبل الهلالية في طرابلس ومسكرة وأزمور حيث انقرضن واستبدلن بالهجات الهلالية. حاليا تواجه العديد من اللهجات الحضارية (القديمة) خطر الانقراض بسبب هيمنة اللهجات الجديدة ذي الأساس الهلالي على الأولى في التواصل اليومي.